# Скордалія
Скордалія — (англ. skordalia, skordhalia / skorthalia (грец. σκορδαλιά МФА: [skorða'ʎa], також грец. ιάδα) соус — соус грецької кухні, виготовлений з подрібненого часнику, волоського горіха, мигдалю, картопляного пюре і розтовчених сухарів з хліба, заправленим олією розколоченим до стану емульсії.
Іноді скордалія заправляється також оцтом чи соком цитрини. До складу може входити ікра тріски. В деяких регіонах Греції скордалія є першою стравою, до якої подають смажену на грилі тріску та варений столовий буряк.
Слово Skordalia — це сучасний еквівалент стародавнього skorothalmi, з'єднання грецького σκόρδο часник та італійського agliata «часниковий».